# 白茶树
白茶树（学名：Koilodepas hainanense），为大戟科白茶树属下的一个植物种。